# Svavelisotoper
Svavelisotoper är isotoper av grundämnet svavel (S), det vill säga atomer och kärnor med 16 protoner och olika antal neutroner.

## Isotoper
Svavel har 24 kända isotoper, varav 4 är stabila (32S, 33S, 34S och 36S). De utgör 95,02 %, 0,75 %, 4,21 % respektive 0,02 % av det naturligt förekommande svavlet. Det finns även 1 isomer (43mS).
Övervikten av 32S förklaras av sin produktion från 12C samt successiv fusionsinfångning av fem heliumkärnor, i alfaprocessen av exploderande supernovor typ II (se vidare Kiselförbränning).
Utöver 35S, är alla radioisotoper av svavel relativt kortlivade. 35S bildas från kosmisk spallation av 40Ar i atmosfären. Den har en halveringstid på 87 dagar. Den näst mest långlivade radioisotopen är 38S, med en halveringstid på 17 minuter. Den mest kortlivade isotopen är 49S, med en halveringstid under 200 nanosekunder.
När sulfidmineraler fälls, kan isotopjämvikten mellan fasta ämnen och vätska orsaka små skillnader i δS-64-värden i kogenetiska mineraler. Skillnaderna mellan mineraler kan användas för att uppskatta jämviktstemperaturen. δC-13 och δS-34 av samexisterande karbonater och sulfider kan användas för att bestämma pH-värdet och fugaciteten av malmbärande vätska under malmbildning.
I de flesta skogsekosystem härrör sulfat främst från atmosfären; vittring av malmmineral och evaporiter bidrar också till lite svavel. Svavel med en distinkt isotopsammansättning har använts för att identifiera föroreningskällor, och anrikat svavel har blivit ett spårämne i hydrologiska studier. Skillnader i naturliga förekomster kan också användas i system där det finns tillräckligt med variation i 34S i ekosystemkomponenter. Klippiga bergen-sjöar, som förutsågs att domineras av atmosfäriska sulfatkällor, som har visat sig ha olika δS-34-värden från haven förutsägs domineras av vattendelarkällor av sulfat.

## Tabell
| Nuklid                        | Z                       | N                       | Massa (u)               | Halveringstid | ST (%)           | SE (MeV) | SP     | Spinn            | Förekomst (%) |
| Nuklid                        | Excitationsenergi (keV) | Excitationsenergi (keV) | Excitationsenergi (keV) | Halveringstid | ST (%)           | SE (MeV) | SP     | Spinn            | Förekomst (%) |
| ----------------------------- | ----------------------- | ----------------------- | ----------------------- | ------------- | ---------------- | -------- | ------ | ---------------- | ------------- |
| 26S                           | 16                      | 10                      | 26,02788(32)#           | 10 ms         | 2p               |          | 24Si   | 0+               |               |
| 27S                           | 16                      | 11                      | 27,01883(22)#           | 15,5 ms       | β+ (98 %)        | 18,26    | 27P    | (5⁄2+)           |               |
| 27S                           | 16                      | 11                      | 27,01883(22)#           | 15,5 ms       | β+ 2p (2 %)      |          | 25Al   | (5⁄2+)           |               |
| 27S                           | 16                      | 11                      | 27,01883(22)#           | 15,5 ms       | β+ p (< 0,1 %)   |          | 26Si   | (5⁄2+)           |               |
| 28S                           | 16                      | 12                      | 28,00437(17)            | 125 ms        | β+ (79,3 %)      | 11,23    | 28P    | 0+               |               |
| 28S                           | 16                      | 12                      | 28,00437(17)            | 125 ms        | β+ p (20,7 %)    | 9,17     | 27Si   | 0+               |               |
| 29S                           | 16                      | 13                      | 28,99661(5)             | 187 ms        | β+ (53,6 %)      | 13,79    | 29P    | 5⁄2+             |               |
| 29S                           | 16                      | 13                      | 28,99661(5)             | 187 ms        | β+ p (46,4 %)    |          | 28Si   | 5⁄2+             |               |
| 30S                           | 16                      | 14                      | 29,984903(3)            | 1,178 s       | β+               | 6,138    | 30P    | 0+               |               |
| 31S                           | 16                      | 15                      | 30,9795547(16)          | 2,572 s       | β+               | 5,396    | 31P    | ½+               |               |
| 32S                           | 16                      | 16                      | 31,97207100(15)         | Stabil        | Stabil           | Stabil   | Stabil | 0+               | 95,02         |
| 33S                           | 16                      | 17                      | 32,97145876(15)         | Stabil        | Stabil           | Stabil   | Stabil | 3⁄2+             | 0,75          |
| 34S                           | 16                      | 18                      | 33,96786690(12)         | Stabil        | Stabil           | Stabil   | Stabil | 0+               | 4,21          |
| 35S                           | 16                      | 19                      | 34,96903216(11)         | 87,51 d       | β−               | 0,167    | 35Cl   | 3⁄2+             | Spår          |
| 36S                           | 16                      | 20                      | 35,96708076(20)         | Stabil        | Stabil           | Stabil   | Stabil | 0+               | 0,02          |
| 37S                           | 16                      | 21                      | 36,97112557(21)         | 5,05 min      | β−               | 4,865    | 37Cl   | 7⁄2−             |               |
| 38S                           | 16                      | 22                      | 37,971163(8)            | 170,3 min     | β−               | 2,937    | 38Cl   | 0+               |               |
| 39S                           | 16                      | 23                      | 38,97513(5)             | 11,5 s        | β−               | 6,64     | 39Cl   | (3⁄2, 5⁄2, 7⁄2)− |               |
| 40S                           | 16                      | 24                      | 39,97545(15)            | 8,8 s         | β−               | 4,71     | 40Cl   | 0+               |               |
| 41S                           | 16                      | 25                      | 40,97958(13)            | 1,99 s        | β− (> 99,9 %)    |          | 41Cl   | (7⁄2−)#          |               |
| 41S                           | 16                      | 25                      | 40,97958(13)            | 1,99 s        | β− + n (< 0,1 %) |          | 40Cl   | (7⁄2−)#          |               |
| 42S                           | 16                      | 26                      | 41,98102(13)            | 1,013 s       | β− (96 %)        | 7,7      | 42Cl   | 0+               |               |
| 42S                           | 16                      | 26                      | 41,98102(13)            | 1,013 s       | β− + n (4 %)     | 2        | 41Cl   | 0+               |               |
| 43S                           | 16                      | 27                      | 42,98715(22)            | 260 ms        | β− (60 %)        | 11,5     | 43Cl   | 3⁄2−#            |               |
| 43S                           | 16                      | 27                      | 42,98715(22)            | 260 ms        | β− + n (40 %)    | 4,4      | 42Cl   | 3⁄2−#            |               |
| 43mS                          | 319(5)                  | 319(5)                  | 319(5)                  | 260 ms        |                  |          |        | (7⁄2−)           |               |
| 44S                           | 16                      | 28                      | 43,99021(42)            | 123 ms        | β− (82 %)        | 9,1      | 44Cl   | 0+               |               |
| 44S                           | 16                      | 28                      | 43,99021(42)            | 123 ms        | β− + n (18 %)    | 5,1      | 43Cl   | 0+               |               |
| 45S                           | 16                      | 29                      | 44,99651(187)           | 82 ms         | β− + n (54 %)    | 7,1      | 44Cl   | 3⁄2−#            |               |
| 45S                           | 16                      | 29                      | 44,99651(187)           | 82 ms         | β− (46 %)        | 14,1     | 45Cl   | 3⁄2−#            |               |
| 46S                           | 16                      | 30                      | 46,00075(75)#           | 50 ms         | β−               |          | 46Cl   | 0+               |               |
| 47S                           | 16                      | 31                      | 47,00859(86)#           | 20 ms         | β−               |          | 47Cl   | 3⁄2−#            |               |
| 48S                           | 16                      | 32                      | 48,01417(97)#           | 10 ms         | β−               |          | 48Cl   | 0+               |               |
| 49S                           | 16                      | 33                      | 49,02362(102)#          | < 200 ns      | n                |          | 48S    | 3⁄2−#            |               |
| Denna tabell: visa • redigera |                         |                         |                         |               |                  |          |        |                  |               |

Anmärkningar
- Stabila isotoper anges i fetstil.
- Värden markerade med # härrör inte enbart från experimentella data, men åtminstone delvis från systematiska trender.
- Osäkerheter anges i kort form i parentes efter värdet. Osäkerhetsvärden anger en standardavvikelse, utom isotopsammansättningen och standardatommassa från IUPAC, som använder expanderade osäkerhet.
- Nuklidmassor är givna av IUPAP Commission on Symbols, Units, Nomenclature, Atomic Masses and Fundamental Constants (SUNAMCO).
- Isotopförekomster är givna av IUPAC Commission on Isotopic Abundances and Atomic Weights.